# NGC 5500
NGC 5500 is een elliptisch sterrenstelsel in het sterrenbeeld Ossenhoeder. Het hemelobject werd op 12 mei 1787 ontdekt door de Duits-Britse astronoom William Herschel.

## Synoniemen
- UGC 9070
- MCG 8-26-8
- MK 806
- ZWG 247.7
- NPM1G +48.0261
- PGC 50588